# Ogród Daubigny’ego
Ogród Daubigny’ego (hol. De tuin van Daubigny met zwarte kat i De tuin van Daubigny, ang. Daubigny’s Garden) – to obraz olejny Vincenta van Gogha namalowany w trzech wersjach w czerwcu (Nr kat.: F 765, JH 2029) i lipcu 1890 podczas pobytu artysty w miejscowości Auvers-sur-Oise, położonej na północ od Paryża. (Nr kat.: F 777, JH 2105 i F 776, JH 2104).

## Historia i opis

### Pierwsza wersja
Pierwsza wersja obrazu, powstała w połowie czerwca 1890, to impresjonistyczny widok obejmujący jedynie część ogrodu, stanowiący studium do dwóch większych wersji, namalowanych w lipcu i obejmujących całość założenia. Van Gogh w liście do brata Theo zawarł mały szkic ogrodu opisując go jako zieloną i różową trawę na pierwszym planie, z krzakiem róży pośrodku i domkiem w tle.

### Druga wersja
Namalowany w lipcu w dwóch wersjach Ogród Daubigny’ego to zdaniem wielu ostatni z obrazów namalowanych przez van Gogha. Wskazuje na to jego ostatni list z 23 lipca 1890, w którym wspomina on o drugiej wersji obrazu, powstałej przypuszczalnie jako szkic na podstawie pierwszej.
Obraz przedstawia ogród Charles-François Daubigny’ego, malarza, którego van Gogh podziwiał przez całe życie. Uroczy i dekoracyjny obraz jest wypełniony kolorowymi, malowanymi grubymi pociągnięciami pędzla kwiatami i krzewami, zza których wyłania się długi, różowy dom z błękitnymi okiennicami. W tle, z prawej strony, ponad drzewami i dachami domów, widać kościół.
Istnieją dwie wersje tego obrazu, obie namalowane w formacie 50 × 100 cm. Pierwsza z nich znajduje się obecnie w Muzeum Sztuki w Bazylei, dokąd została wypożyczona z fundacji Rudolf Staechelin Family Foundation; widnieje na niej czarny kot, przechodzący przez trawnik na pierwszym planie z lewej. Na wersji drugiej, powstałej nieco później, znajdującej się w Muzeum Sztuki w Hiroszimie, czarnego kota nie ma.
Van Gogh wspomina o obrazie w listach do brata z ok. 10 i 23 lipca 1890:
Trzecie płótno to „Ogród Daubigny’ego”. obraz, który zawsze miałem w pamięci od kiedy tu przybyłem.
Może rzucisz okiem na ten szkic „Ogrodu Daubigny’ego” – to jedno z moich najstaranniej obmyślonych płócien.